# Агата фон Ербах
Агата фон Ербах (на немски: Agatha/Agathe von Erbach; * 16 май 1581, Ербах, Оденвалд; † 20/30 април 1621, Карлсбург/Дурлах) е графиня от Ербах и чрез женитба маркграфиня на Баден-Дурлах.

## Произход
Тя е дъщеря на граф Георг III фон Ербах (1548 – 1605) и втората му съпруга графиня Анна фон Золмс-Лаубах (1557 – 1586), дъщеря на граф Фридрих Магнус фон Золмс-Лаубах († 1561) и Агнес фон Вид († 1588).

## Фамилия
Агата фон Ербах се омъжва на 23 октомври 1614 г. в замък Карлсбург/Дурлах за маркграф Георг Фридрих фон Баден-Дурлах (1573 – 1638), най-малкият син на маркграф Карл II фон Баден-Дурлах (1529 – 1577) и втората му съпруга Анна фон Велденц (1540 – 1586). Тя е втората му съпруга. Те имат три дъщери:
- Агата (* 2 септември 1615; † 29 юни 1616)
- Анна Мария (* 29 май 1617; † 15 октомври 1672), поетеса, художничка
- Елизабет (* 5 февруари 1620; † 13 октомври 1692), немска поетеса

Георг Фридрих фон Баден се жени трети път (морганатично) на 29 юли 1621 г. за Елизабет Щолц († 1652), дъщеря на неговия секретар.